# Stafford, Kansas
Stafford är en ort i Stafford County i Kansas. Vid 2010 års folkräkning hade Stafford 1 042 invånare.